# Umberto Giordano
Pour les articles homonymes, voir Giordano.
Œuvres principales
Andrea Chénier
Umberto Giordano est un compositeur italien né à Foggia (Pouilles) le 28 août 1867 et mort le 12 novembre 1948 à Milan.

## Biographie
Son père exerce la profession de chimiste et souhaite que son fils suive la même voie que lui mais l'enfant est attiré par la musique. Au grand désespoir de ses parents, il entre au conservatoire de musique de Naples (1881-1891) où il est l'élève de Gaetano Briganto et de Paolo Serrao (composition). Sa première œuvre jouée en public est Delizia, poème symphonique (1886).
Il compose son premier opéra, Marina, pour un concours créé par l'éditeur Eduardo Sonzogno, mais il se classe sixième, c'est l'opéra de Mascagni Cavalleria Rusticana qui remporte le premier prix. Sonzogno lui demande de composer, Mala vita, opéra en trois actes dont la première a lieu à Rome le 21 février 1892 mais l'œuvre est considérée comme scandaleuse en Italie parce qu'elle décrit la vie d'une prostituée napolitaine ("Mala vita" signifie "la vie misérable"). En Autriche et en Allemagne, elle obtient une certaine popularité. Il reprendra cet opéra et le représentera sous le titre de Il Voto à Milan (1897). Puis, il écrit un opéra en deux actes Regina Diaz qui est représenté le 21 février 1894 à Naples avec un succès modéré.
Il compose, sans doute, son meilleur opéra, Andrea Chénier, en 1894 sur un livret de Luigi Illica. La première a lieu à La Scala le 28 mars 1896 et connait un très grand succès. L'opéra est joué en Europe ainsi qu'à New York (Académie de musique et au Metropolitan Opera le 7 mars 1920). Avec cet opéra, il est, enfin, reconnu comme l'un des plus grands compositeurs de l'opéra moderne italien. Son rôle-titre est, très souvent, le point de départ de nombreuses carrières de ténors.
En 1898, il compose pour la grande actrice et chanteuse Gemma Bellincioni Fedora sur un livret d'Arturo Colautti d'après le drame de Victorien Sardou qui, bien que n'atteignant pas la popularité de son André Chénier peut, néanmoins, être considéré comme son deuxième plus grand succès. Il est représenté à Milan le 17 novembre 1898 et révèle le ténor Caruso ainsi qu'au Metropolitan Opera le 5 novembre 1906.
Il écrit, également, un autre opéra intitulé Siberia en trois actes (Scala, 19 décembre 1903 ; Opéra de Paris, 1911 ; révisé en 1921 et à nouveau sur scène le 5 décembre 1927). Il poursuit ses compositions en écrivant Marcella en trois actes (Milan, 9 février 1907) et Mese Mariano en un acte (Milan, 17 mars 1910) qui semblent marquer le déclin du talent dramatique qui caractérise ce compositeur.
Il attire, à nouveau, l'attention du public avec son opéra-comique : Madame Sans-Gêne sur un livret de Renato Simoni d'après une comédie de Victorien Sardou dont la création s'effectue lors d'une soirée de gala au Metropolitan Opera le 25 janvier 1915 sous la direction de Toscanini avec Geraldine Farrar dans le rôle-titre.
En collaboration avec Franchetti, il écrit l'operette Giove a Pompei (Rome, 5 juillet 1921) et compose ensuite La Cene delle beffe, une nouvelle lyrique en quatre actes (Scala de Milan, 20 décembre 1924 et reprise au Metropolitan Opera le 2 janvier 1926). Sa dernière composition est  Il Re un opéra en un acte (Scala, 10 janvier 1929).
On lui doit, également, un ballet L'Astro magico, des pièces pour piano, des mélodies et une œuvre symphonique Piedigrotta.
Il est élu membre de l'Académie Luigi Cherubini de Florence et de plusieurs autres institutions. En 1929, il fait partie des premiers membres, nommés par décret, de l'Académie d'Italie, créée trois ans plus tôt par Mussolini.
Il est l'un des compositeurs les plus représentatifs du vérisme.

## Œuvre

### Opéras
- Marina (1888)
- Mala Vita (21 février 1892, Teatro Argentina, Rome)
- Regina Diaz (5 mars 1894, Teatro Mercadante, Naples)
- Andrea Chénier (28 mars 1896, Teatro alla Scala, Milan)
- Il Voto (révision de Mala Vita, 10 novembre 1897,Teatro Lirico di Milano)
- Fedora (17 novembre 1898, Teatro Lirico, Milan)
- Siberia (19 décembre 1903, Teatro alla Scala, Milan, rev. 1927)
- Marcella (9 novembre 1907, Teatro Lirico, Milan)
- Mese mariano (17 mars 1910, Teatro Massimo, Palermo)
- Madame Sans-Gêne (25 janvier 1915, Metropolitan Opera, New York)
- Giove a Pompei (6 juillet 1921, Teatro Parioli, Rome)
- La cena delle beffe (20 décembre 1924, Teatro alla Scala, Milan)
- Il re (12 janvier 1929, Teatro alla Scala, Milan)
- La festa del Nilo (inachevé)

### Publications
- Madame Sans-Gêne di Umberto Giordano de G.C. Paribeni (Milan , 1923),
- Umberto Giordano, la vita e le opere de D. Cellemare (Milan, 1949),
- Umberto Giordano de R. Giazotto (Milan, 1949),
- Umberto Giordano de G. Confalomini (Milan, 1958),
- Umberto Giordano de D. Cellamare (Rome, 1967),
- Umberto Giordano de M. Morini (Milan, 1968),
- Come nacque "Chenier" de M. Morini (in La Scala, février 1958 ; quaderni musicali (n° spécial) 1959),
- Le Melodia nelle opere di Umberto Giordano de M. Rinaldi (in La Scala, janvier 1961).
- Les véristes de Gérard Denizeau (Paris, éditions Bleu Nuit, 2011).
- Theodore Baker et Nicolas Slonimsky (trad. de l'anglais par Marie-Stella Pâris, préf. Nicolas Slonimsky), Dictionnaire biographique des musiciens [« Baker's Biographical Dictionary of Musicians »], t. 1 : A-G, Paris, Robert Laffont, coll. « Bouquins », 1995 (réimpr. 1905, 1919, 1940, 1958, 1978), 8e éd. (1re éd. 1900), 4728 p. (ISBN 2-221-06510-7), p. 1466

### Discographie
- Andrea Chénier avec Beniamino Gigli, Maria Caniglia, Gino Bechi, Giulietta Simionato, Chœurs et Orchestre de la Scala de Milan, direction Oliviero de Fabritis (Novembre 1941). Naxos Great Opera Recordings
- Andrea Chénier avec Renata Tebaldi, Mario Del Monaco et Ettore Bastianini, Chœurs et Orchestre de l'Académie Sainte-Cécile de Rome placés sous la direction de Gianandrea Gavazzeni (1957 / disques Ace of Diamonds GOS 600-1, réédition CD DECCA 425 407-2).
- Andrea Chénier - Luciano Pavarotti (Andrea Chénier), Montserrat Caballé (Maddalena de Coigny), Leo Nucci (Carlo Gérard) ; Welsh National Opera Chorus, National Philharmonic Orchestra, direction Riccardo Chailly (Decca, 1984)
- Andrea Chénier - Placido Domingo (Andrea Chénier), Renata Scotto (Maddalena de Coigny), Sherrill Milnes (Carlo Gérard) ; John Alldis Choir et le National Philharmonic Orchestra sous la direction de James Levine (RCA, 1977)
- Andrea Chénier - Jonas Kaufmann (Andrea Chénier), Eva Maria Westbroek  (Maddalena de Coigny), Zeljko Lucic (Carlo Gérard) ; Royal Opera House orchestra, direction Antonio Pappano (DVD Warner, Covent Garden Collection, 2016).
- Andrea Chénier - Jonas Kaufmann (Andrea Chénier), Anja Harteros (Maddalena de Coigny), Georges Petean (Carlo Gérard), Opéra de Bavière, Munich, direction Marco Armiliato, mise en scène de Philipp Stölzl - Bayerisches Staatsoper Recording - 2023.
- Fedora avec Eva Marton, José Carreras, Veronika Kincses, Janos Martin, Solistes Choeurs et Orchestre Symphonique de la RTV Hongroise, direction Giuseppe Patané (1985 / disques CBS Records M2K 42181)
- Siberia avec Luisa Maragliano, Amedeo Zambon, Walter Monachesi, Choeurs et Orchestre de la RAI de Milan, direction Danilo Belardinelli (1973 / disques BONGIOVANNI GB 2353/2354-2)
- 1974 - Siberia- Luisa Maragliano (Stephania), Amedeo Zambon (Vassili), Walter Monachesi (Glèby), Mario Guggia (Ivan), Plinio Clabassi (Il Governatore), Guido Mazzini (L’Invalido), version concertante enregistrée le 5 février 1974, orchestre et choeurs de la RAI de Milan, dir. Danilo Bernardinelli, MRF Records – MRF-118, puis réédition en deux CD, Bongiovanni, 2004 puis 2013.
- 1999 - Siberia- Stephana : Elena Zelenskaia, Vassili: Dario Volonte, Gleby: Walter Donati, Nikona: Claudia Marchi Il Principe Alexis/Il Cosacco: Massimo Giordano Walinoff/Il Governatore: Eldar Aliev La Fanciulla: Chloe Wright Ivan/Il Sergente: Darren Abrahams Il Capitano/L'Ispettore: Frantisek Zahradnicek Miskinsky/L'Invalido: Zbigniew Macias - direction musicale de Daniele Callegari - Wexford festival opera, saison 1999 - CD CDNO1052
- 2004 -Siberia-  Stephana : Francesca Scaini,Vassili : Jeon-Won Lee, Gleby : Vittorio Vitelli. Orchestra Internazionale d'Italia, Bratislava Chamber Choir, direction musicale : Manlio Benzi, enregistré lors du festival de la Vallée d'Itria à Martina Franca les 8 et 10 Août 2003 (2 CD Dynamic, 2004. Recorded 2003).
- 2022 -Siberia- Sonya Yoncheva : Stephana, Giorgi Sturua (Vassili), Caterina Piva (Nikona), Antonio Garés (Ivan), George Petean (Gleby), Caterina Meldolesi (la fanciulla), Giorgio Misseri (Il principe Alexis), Francesco Verna (l banchiere Mischinsky), enregistré le 7 Juillet 2021 à Florence, orchestre et choeur de la Maggio Musicale Fiorentino sous la direction de Gianandrea Noseda, mise en scène de Roberto Andò - 2 CD Dynamic.
- 2023 -Siberia- Ambur Braid (Stephana), Alexander Mikhailov (Vassili), Fredrika Brillembourg (Nikona), Scott Hendricks (Gleby), Clarry Bartha (la jeune fille/la vieille femme), Omer Kobiljak (le prince Alexis), Manuel Günther (Ivan/le cosaque), Michael Mrosek (Miskinsky/l’invalide), Unnsteinn Árnason (Walinoff/le gouverneur), Stanislav Vorobyov (le capitaine/le garde), Rudolf Medňanský (le sergent). Orchestre symphonique de Vienne et Chœur philharmonique de Prague, dir. Valentin Uryupin, mise en scène : Vasily Barkhatov (enregistré au Festival de Bregenz en 2022). DVD Unitel.

### Partitions
- « Umberto Giordano » (partitions libres de droits), sur l'IMSLP